# Xã Troy, Quận Wright, Iowa
Xã Troy (tiếng Anh: Troy Township) là một xã thuộc quận Wright, tiểu bang Iowa, Hoa Kỳ. Năm 2010, dân số của xã này là 247 người.